# Карстен, Петер Адольф
Петер Адольф Карстен (фин. Petter Adolf Karsten; 1834—1917) — профессор ботаники в Агрономическом институте в Мустиала, в Финляндии, миколог-систематик, стяжавший большую славу изучением грибов Финляндии; «отец финской микологии».
Стандартное авторское сокращение P.Karst. используется для обозначения этого человека как автора при цитировании ботанического названия.

## Биография
Петер родился 16 февраля 1834 года в городке Меримаску на юге Финляндии в семье Петера Августа Карстена и его жены Ловизы Грамберг. Учился в школе в Турку, затем поступил на физико-математическое отделение Хельсинкского университета, где и получил степень лиценциата. В 1856 году стал доктором философии.
Большую часть жизни Карстен провёл в Финляндии, занимаясь исследованием грибов окрестностей Турку, а также присылаемых ему образцов. В 1861 году он ездил на экспедицию по русской Лапландии (Кольскому полуострову).
С 1864 года Карстен преподавал ботанику в Агрономическом институте Мустиалы. В 1908 году переехал в Форссу.
Скончался в Форссе 22 марта 1917 года.

## Публикации
- «Fungi Fenniae exsiccati» (1861—1870, 10 центурий)
- «Monographia Pezizarum Fennicarum» (1869)
- «Monographia Ascobolorum Fenniae» (1870—1876)
- «Mycologia Fennica» (1871—1879)
- «Symbola ad Mycologiam Fennicam» (с 1871)
- «Agaricineae Rossiae, Finlandiae et Scandinaviae» (1879—1882)
- «Hymenomycetes Fennict. enumerati» (1881)
- «Finlands Rost. och Brandsvampar» (1884)